# Junie Cobb
Junius C. Cobb (Hot Springs, ca. 1896? - ca. 1970?) was een Amerikaanse jazz-musicus en bandleider die tal van instrumenten bespeelde: piano, klarinet, saxofoon (altsaxofoon, tenorsaxofoon), banjo, viool, tuba, gitaar, hobo, hoorn, trompet en drums. Hij is wel een one-man-band genoemd.
Cobb speelde bij Johnny Dunn en, nadat hij naar Chicago was verhuisd, Everett Robbins (1921). Hij stond met een eigen groep in club Alvadere (1920-1921) en werkte bij King Oliver, met wie hij opnames maakte in de periode 1924-1927. In de tweede helft van de jaren twintig maakte hij opnames als leider van de "Hometown Band" (met Johnny Dodds, 1926) en bijvoorbeeld de Windy Rhythm Kings. Hij was lid van Johnny Noone's Apex Club Orchestra en stond daarmee in de studio's van Vocalion en Victor (1928-1929). Begin jaren dertig speelde hij kort in Parijs. Terug in Chicago leidde hij verschillende bands. Hij begeleidde Annabelle Calhoun als pianist en was vaak werkzaam als solo-pianist. In de jaren vijftig speelde hij hobo en hoorn tijdens opnames van Barney Kessel. In 1955 deed hij het wat rustiger aan, maar in de jaren zestig was hij terug met een nieuwe "Hometown Band" voor opnames. 
Cobb componeerde ook. Een van de door hem geschreven nummers is "Once or Twice". 
Zijn broer Jimmy Cobb was een trompettist en speelde mee op verschillende opnames van broer Junie.

## Discografie
ep:
- Junie C. Cobb and His Grains of Corn, Swaggie, ?

cd:
- The Junie Cobb Collection 1926-1929 (een paar nummers zonder Cobb), Collector's Classics, 1993
- Junie C. Cobb and His New Hometown Band, Riverside Records, 1993